# Bryn Amlwg Castle

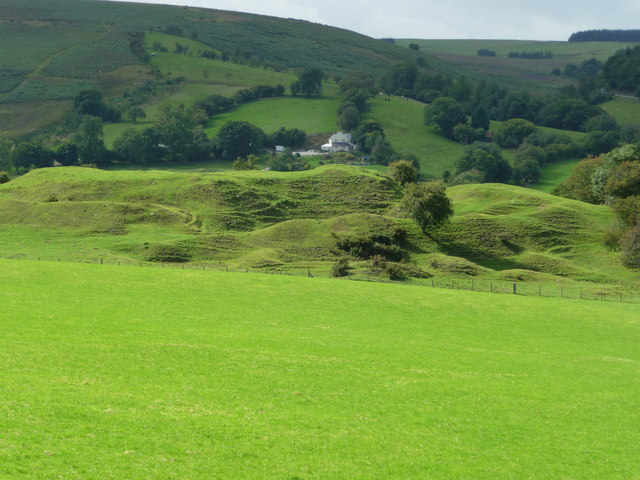
Erdwerke von Bryn Amlwg Castle

Bryn Amlwg Castle (Walisisch: Castell Bryn Amlwg) ist eine abgegangene Burg in der englischen Grafschaft Shropshire, nahe der walisischen Grenze. Sie liegt zwischen Newtown und Clun.
Es handelte sich dabei um eine durch Erdwerke eingefriedete Burg aus dem 12. oder 13. Jahrhundert. Sie hatte Türme und ein Torhaus. Heute sind davon nur noch die Erdwerke erhalten.
Der Punkt, an dem die englische Grafschaft Shropshire und die walisischen Grafschaften Montgomeryshire und Radnorshire aufeinandertreffen, liegt ganz in der Nähe der Burgstelle am Zusammenfluss der Bäche Nant Rhydyfedw und Nant Rhuddwr. Auch der westlichste Punkt der Grenze zwischen England und Wales liegt in der näheren Umgebung.